# Harpiocephalus harpia
Harpiocephalus harpia је врста слепог миша из породице вечерњака (лат. Vespertilionidae).

## Распрострањење
Ареал врсте покрива средњи број држава.
Врста има станиште у Кини, Индији, Индонезији, Филипинима, Бутану, Тајланду, Лаосу, Вијетнаму и Малезији.

## Станиште
Станишта врсте су шуме и морски екосистеми. Врста је присутна на подручју острва Суматра у Индонезији.

## Угроженост
Ова врста није угрожена, и наведена је као последња брига јер има широко распрострањење.